# Akçatekir, Pozantı
Akçatekir là một thị trấn thuộc huyện Pozantı, tỉnh Adana, Thổ Nhĩ Kỳ. Dân số thời điểm năm 2009 là 3.081 người.